# Качере
Каче́ре (англ. Kachere) — традиційна громада у складі дистрикту Дедза Центрального регіону Малаві.
Населення — 167652 особи (2018).